# غوندغ (نجف أباد)
غوندغ (بالفارسية: گوندگ) هي قرية تقع في إيران في Najafabad Rural District. يقدر عدد سكانها بـ 65 نسمة .